# Mimusops balata
Mimusops balata là một loài thực vật có hoa trong họ Hồng xiêm. Loài này được (Aubl.) C.F.Gaertn. mô tả khoa học đầu tiên năm 1807.

## Hình ảnh

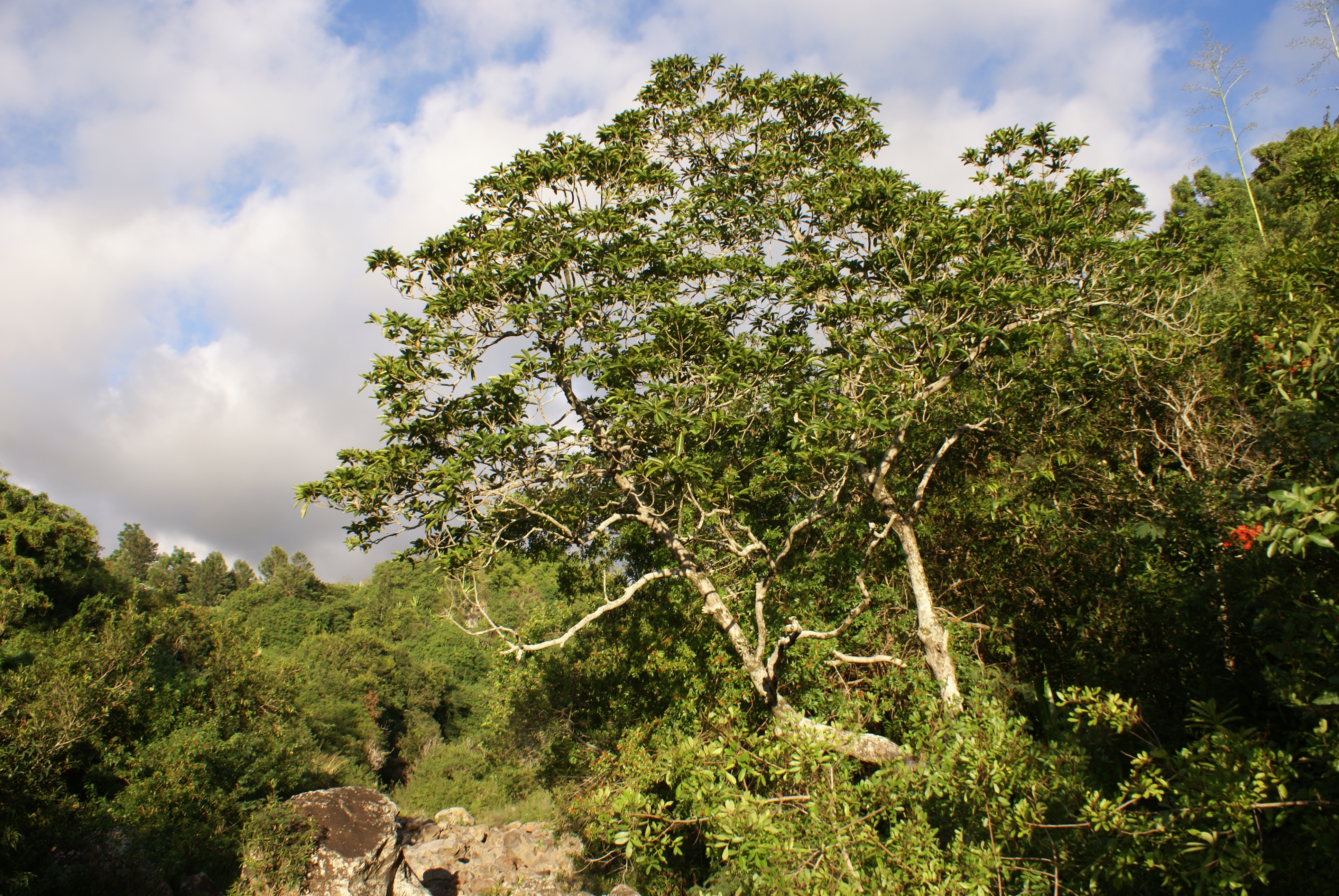
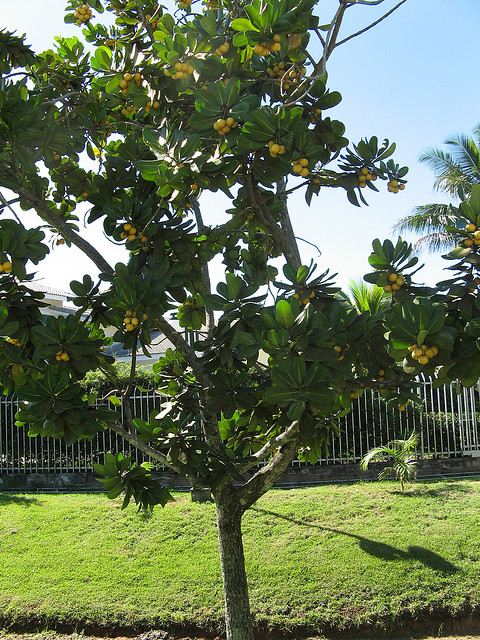
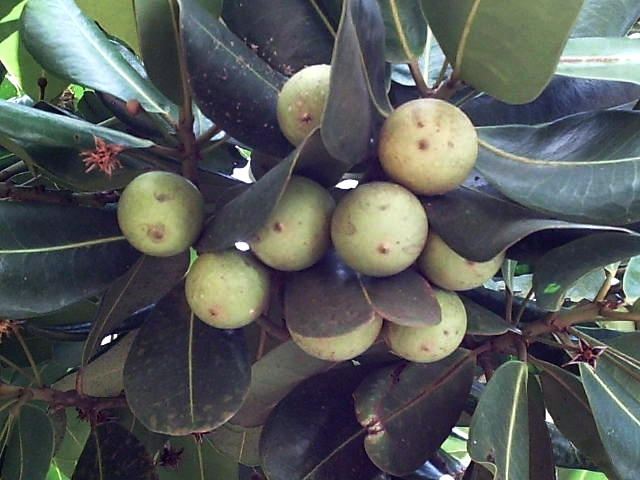
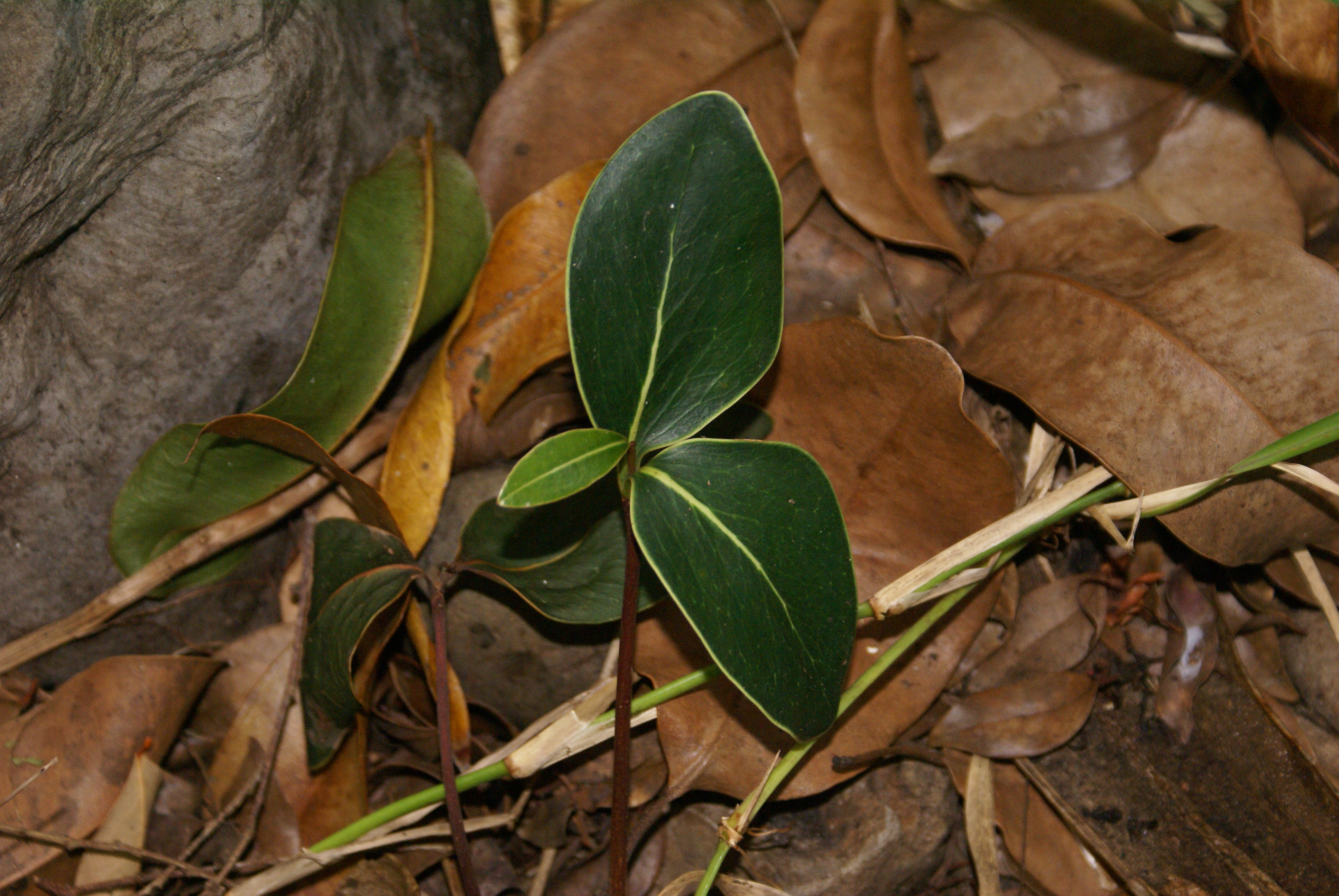